# Ley de Justicia y Paz
Ley de Justicia y Paz o Ley 975 de 2005 dentro de la Legislación de Colombia es un marco jurídico promovido por el gobierno de Álvaro Uribe y aprobada por el Congreso para facilitar el proceso de desmovilización de paramilitares en Colombia. Esta Ley cobija a los líderes de grupos armados, tanto paramilitares como guerrilleros, que puedan ser culpables de delitos graves y de lesa humanidad contemplados sancionados por el Derecho Internacional Humanitario. Mientras que los soldados de estos grupos que no sean culpables de estos delitos podían acogerse a la Ley 782 de 2002 de desmovilización.
En 2003 las Autodefensas Unidas de Colombia firman con el gobierno el Acuerdo de Santa Fe de Ralito, tras lo cual 18 mil miembros de esa organización armada y sus comandantes cesan operaciones. En 2003, el gobierno presentó entonces un proyecto de ley conocido como alternatividad penal que beneficiaba a los armados que se desmovilizaban, pero dicha ley tuvo que ser retirada debido a la presión nacional e internacional porque no contemplaba ni la confesión de crímenes ni la reparación a víctimas.
En el 2005, luego de un debate de dos años en el Congreso, se aprueba la Ley de Justicia y Paz, tras lo cual se desmovilizan otros 30.000 tropas pertenecientes a 38 grupos paramilitares.
El 13 de mayo de 2008 algunos de los comandantes de las AUC desmovilizados fueron extraditados a los Estados Unidos para responder en tribunales de ese país por cargos de narcotráfico. La decisión del gobierno de permitir su extradición se basaba en el argumento de que estos seguían delinquiendo desde las cárceles.
A principios de 2009, el número de desmovilizados llegó a cerca de 50.000, unos 32.500 de las autodefensas, 15.000 de las FARC y 2500 del ELN.

## Críticas
Durante su redacción y trámite, el proyecto de ley fue criticado por grupos de derechos humanos y las Naciones Unidas, entre otras organizaciones. Sus críticos consideraron que podía ser demasiado generoso al ofrecer penas de 5 a 8 años por delitos graves, aplicables a aquellos delitos que los mismos desmovilizados confiesen o que el Estado pueda probar posteriormente. También se ha criticado el que en un principio fuese relativamente limitado el período de tiempo para las investigaciones o procesos de delación que ayuden a generar el material probatorio. Las Naciones Unidas, mediante su vocero Michael Frühling, han criticado el que la realización de una confesión total no fuera un requisito del proceso, sino que en principio se exija más bien una especie de versión libre sobre las actividades criminales de los desmovilizados, argumentando que eso constituiría un obstáculo para el pleno desmantelamiento del paramilitarismo y la reparación a las víctimas.
El gobierno colombiano y los defensores de la Ley de Justicia y Paz argumentaron que había que encontrar un balance entre los requerimientos de la justicia y los de la paz, lo que implica la aceptación de cierta impunidad implícita dentro de un proceso de negociación. También se argumentó que fue la primera ley y el primer proceso de desmovilización que ofrecía penas a combatientes y dirigentes que no habían sido vencidos en combate, en contraste con los procesos de desmovilización previos con las guerrillas. El entonces ministro del Interior y Justicia Sabas Pretelt declaró ante los medios que el exigir la confesión total podría haber constituido una violación a la Constitución vigente, mediante la autoincriminación. El fiscal general Mario Iguarán declaró que su despacho pretende continuar con todos los procesos que impliquen posibles actividades criminales no confesadas y que se actuará en consecuencia tanto en ese caso como contra los crímenes posteriores de los desmovilizados, en caso de ser necesario.
La Corte Constitucional revisó la constitucionalidad de la Ley de Justicia y Paz. En un fallo de abril de 2006, por 7 votos en contra 2, no encontró vicios de forma en el hecho de que el trámite de la ley en el Congreso haya sido el de una ley no estatutaria.
El 18 de mayo de 2006, en un nuevo fallo referido esta vez al contenido mismo de la ley, la Corte condicionó varios apartes de la ley y declaró inexequibles otros. La corte declaró que "quienes se acojan a la ley deberán cumplir a cabalidad las resoluciones de la ley, como la confesión total de los delitos, la reparación y la verdad, y no volver a delinquir", a diferencia del proyecto de ley que pasó el gobierno y aprobó el congreso donde la confesión plena no era un requisito y los delitos que se demostraran posteriores a la desmovilización no afectaban los beneficios jurídicos obtenidos por los desmovilizados.
Human Rights Watch considera que el fallo de la Corte fue un gran correctivo, solucionando varios de los graves problemas y vacíos iniciales que existían en el proyecto de ley.